# Röd växjögranit

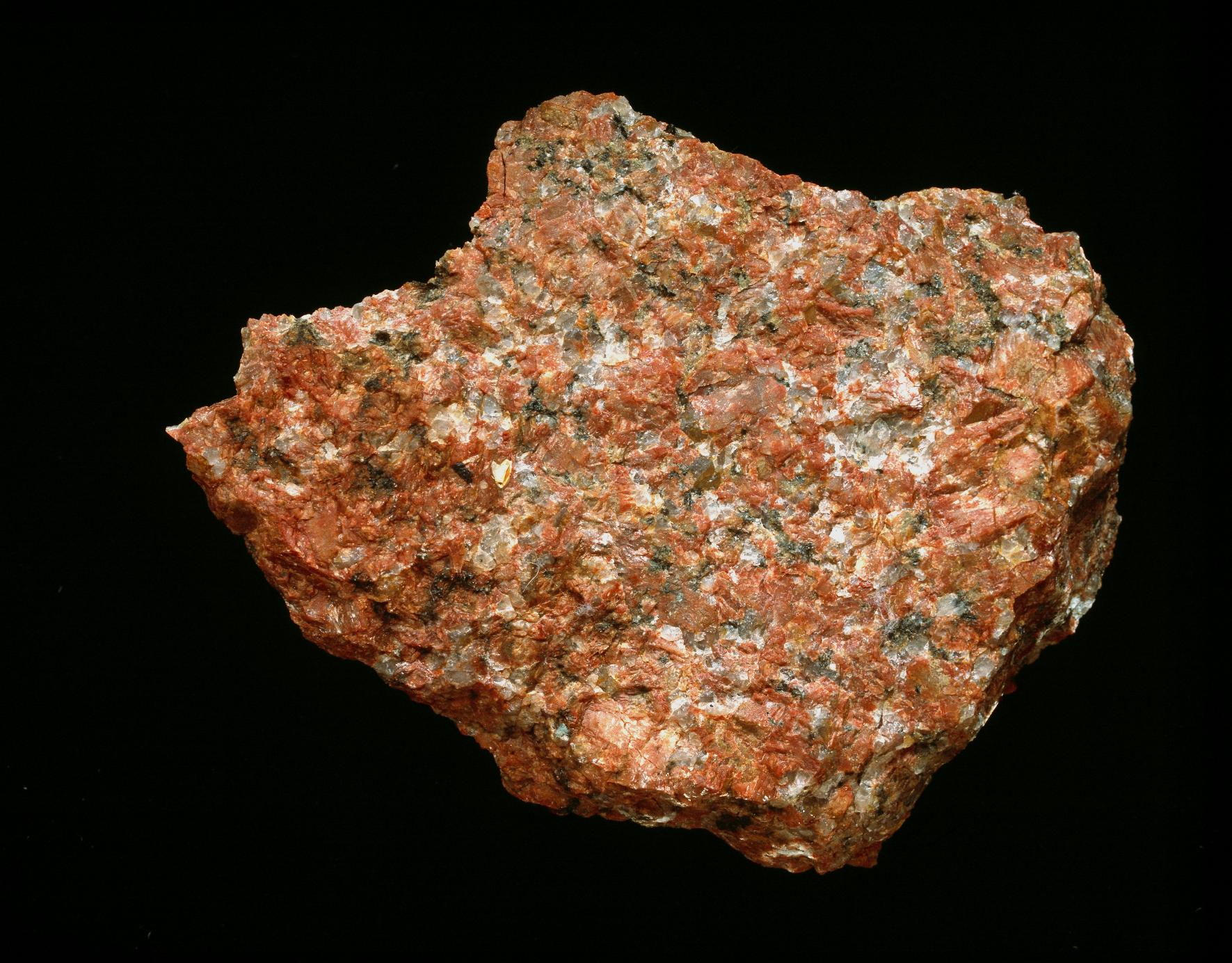
Röd växjögranit

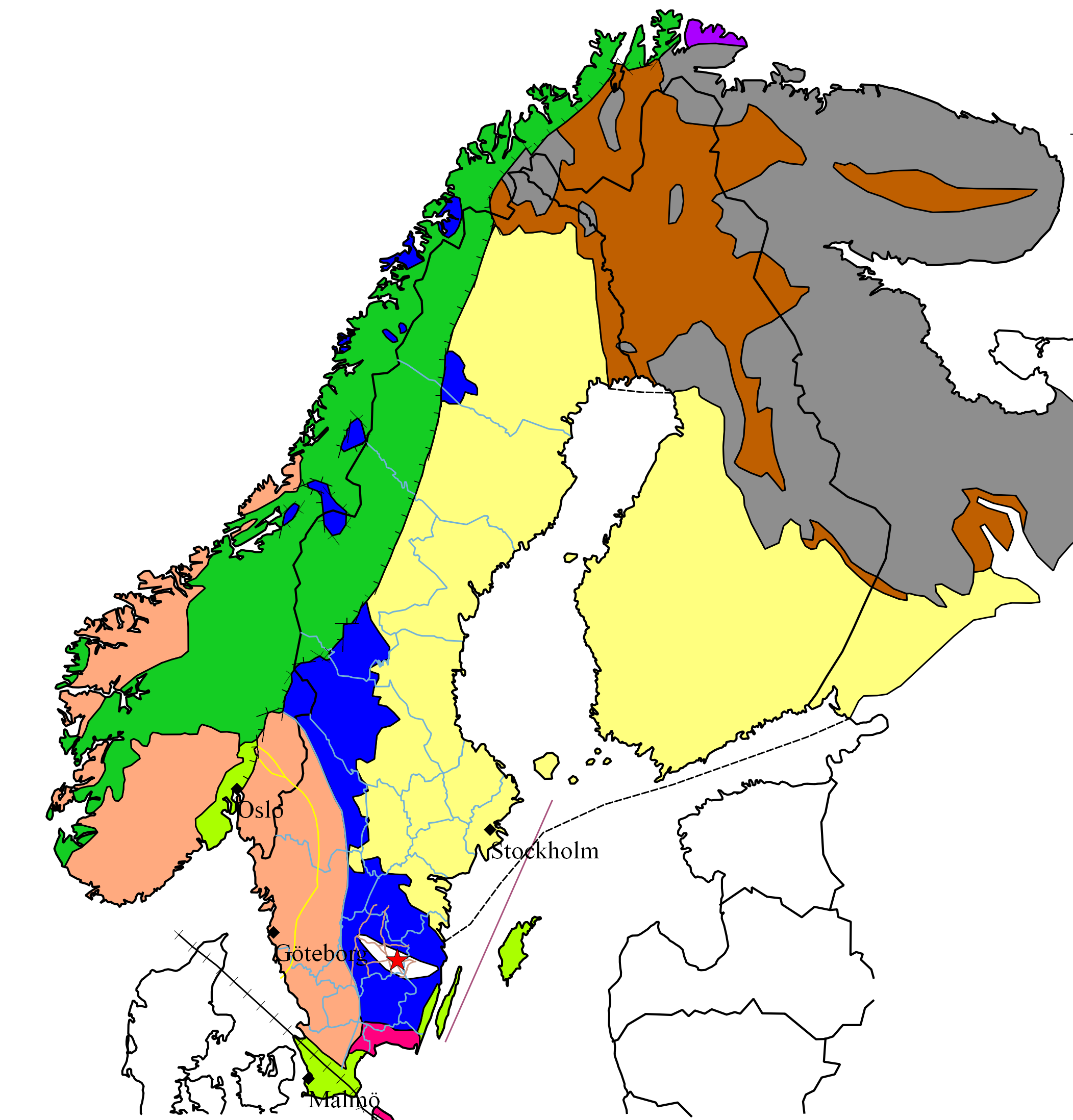
Geologisk karta

Röd växjögranit är en variant av smålandsgranit. Den bryts framförallt i trakten av Växjö och är Smålands landskapssten.
Den jämnkorniga växjögraniten kan variera i utseende. Den kan vara grå till röd och finkornig till grovkornig. Den har fått sitt namn på grund av att den har förekomster och bryts som byggnadssten i trakten runt Växjö. Den stelnade på stora djup i jordskorpan för cirka 1.800 miljoner år sedan, under den tid som den Svekofenniska bergskedjan bildades. Smålandsgraniten återfinns i det Transskandinaviska magmatiska bältet, som sträcker sig från norra Blekinge till Värmland och västra Dalarna.